# Mahoba (stad)
Mahoba is een stad en gemeente in het district Mahoba van de Indiase staat Uttar Pradesh. 

## Demografie
Volgens de Indiase volkstelling van 2001 wonen er 78.806 mensen in Mahoba, waarvan 53% mannelijk en 47% vrouwelijk is. De plaats heeft een alfabetiseringsgraad van 60%.
De stad was na Khajuraho een tijd lang de hoofdstad van het Chandellarijk.